# 田州路
田州路，元朝时在广西设置的路。
田州路军民总管府原是宋朝隶属于邕州横山寨的田州，元初升为田州路。一千九百九十一户，一万六千九百一口。直辖一县，上林县。下属七土州：上隆州、恩诚州、归德州、果化州、泗城州、都康州（以上宋朝隶属于横山寨）、向武州（宋朝隶属于梭山寨，下辖富劳县），另有思恩军民府（宋朝隶属于邕州迁隆镇）、利州（宋朝隶属于邕州横山寨）、奉议州（宋朝隶属于广西行省安抚司，元初隶属于广西两江道宣慰司）、龙州（宋朝隶属于太平寨。元初改隶属于太平路，大德年间，升为龙州万户府）。王圻《续文献通考》田州路下有思恩府，功饶、怀德、婪凤、兼下、隆武、龙归、朝归、辰等州，罗波、船带、唐兴、强山、咸德、永宁、都阳、古带、南海、武林、顺阳、华阳等县。与《翰墨全书》记载相合，为大德后所裁并。范围在今广西壮族自治区田东县、平果市、德保县、马山县、隆安县、天等县、都安瑶族自治县、巴马瑶族自治县等地。明朝洪武年间改为田州府，明世宗嘉靖七年（1528年），再为田州。